# آنا پتریک
آنا پتریک (انگلیسی: Anna Petryk؛ زادهٔ ۲۶ اکتبر ۱۹۹۷) بازیکن فوتبال اهل اوکراین است.
وی همچنین در تیم‌های ملی فوتبال زنان اوکراین بازی کرده‌است.